# 深夜FM
《深夜FM》（韓語：심야의 FM）是一部韓國驚悚片，2010年10月14日發行於韓國，連續2週登上韓國週末排行榜，創下91億韓元（約2億4千萬台幣）的票房成績。

## 劇情介紹
高善英是一位炙手可熱的電視主播，也主持一個結合電影分析與相關配樂的深夜DJ節目。當她的女兒恩秀需要在美國接受一項心臟手術時，善英決定辭職。在她的最後一個工作日，她的姊姊阿英在善英的公寓照顧恩秀。當善英在廣播節目中時，接到了一個名叫韓東洙的男人的電話，他聲稱是她的粉絲。受到《出租車司機》中不穩定的獨行俠Travis Bickle的啟發，東洙開始在城市中大開殺戒，目標是皮膚客和毒販。當他聽說善英即將退休，他挾持她的家人，並要求她按照他的意願重新安排最後一次的廣播。然而，善英的上司認為這個播放列表是善英自己提交的，因此把它丟掉了。
當善英不按照他的指示，反而報警時，東洙以鐵撬砸死趕到的警察，並割掉阿英的一根腳趾。在一個名叫孫德泰的笨拙的狂熱粉絲的幫助下，善英嘗試重新製作她首次的廣播節目。當她的上司插手時，東洙殺了阿英。憤怒和震驚的善英向她困惑的同事解釋了情況。東洙強迫善英引述她以前對《出租車司機》的評論，其中她希望像Bickle這樣的英雄出現，並要求她稱他為英雄；她很不情願地照做了。同時，善英試圖偷偷從錄音室溜出去，去救她的女兒，但東洙已經逃離了房子。善英追蹤他，東洙帶她去他綁架的一個他聲稱是人口販子的男人那裡。這個男人否認了這個指控，並懇求他放他一條生路。東洙命令善英殺死這個男人，但她拒絕。善英說這個男人應該接受審判，這時大批媒體和警力已經到達，韓東秀抵住高善英脖子，企圖想讓她死在媒體和警方面前。高善英冷不防地拿起一方的左輪手槍朝韓東秀頭部開了一槍，韓東秀當場死亡，他也跟著自己的作品一起毀滅。大批媒體衝上去爭先恐後的訪問。 過沒多久，大批媒體已經離去，高善英在救護車上呆坐，站長前去安慰她這段當眾開槍的畫面很快就會被世人遺忘。隨後救護車開走了，在路途中，高善英聽到收音機上正在撥放與她類似的節目，她要求把收音機關掉以讓自己好好靜一靜。

## 演員陣容
- 秀　愛 飾 高善英
- 劉智泰 飾 韓東秀
- 馬東錫 飾 孫德泰
- 鄭滿植 飾 吳靖茂
- 崔松賢 飾 朴慶陽
- 金民奎 飾 楊又韓
- 申多恩 飾 高雅英
- 李俊荷 飾 高恩秀
- 崔熙媛 飾 高賢智
- 趙石賢
- 郭度沅

### 客串出演
- 金信英
- 泫雅
- 智賢

## 得獎獎項
- 第31屆青龍電影獎（2010年）
  - 最佳女演員-秀愛

## 評價
爛番茄給予這部片子57%(腐爛)的評價。

## 外部連結
- 官方網站
- 互联网电影数据库（IMDb）上《Midnight Fm》的资料（英文）
- 韩国电影数据库（KMDb）上《Midnight Fm》的資料
- 《Midnight Fm》在HanCinema的页面（英文）